# Yadamarri
Yadamarri là một mandal thuộc huyện Chittoor, bang Andhra Pradesh. Chúng là một vùng ngoại vi của thành phố Chittoor.